# Deutsche Schwimmmeisterschaften 1997
Die 109. Deutschen Meisterschaften im Schwimmen fanden vom 3. bis 6. Juli 1997 in der Olympia-Schwimmhalle in München statt.
| Disziplin           | Männer             | Männer                   | Männer | Frauen             | Frauen                   | Frauen |
| Disziplin           | Name               | Verein                   | Zeit   | Name               | Verein                   | Zeit   |
| ------------------- | ------------------ | ------------------------ | ------ | ------------------ | ------------------------ | ------ |
| 50 m Freistil       | Alexander Lüderitz | SG Coubertin Berlin      |        | Sandra Völker      | SG Hamburg               |        |
| 100 m Freistil      | Torsten Spanneberg | SV Halle                 |        | Antje Buschschulte | SC Magdeburg             |        |
| 200 m Freistil      | Stefan Pohl        | SV Halle                 |        | Kerstin Kielgaß    | Wasserfreunde Spandau 04 |        |
| 400 m Freistil      | Jörg Hoffmann      | 1. Potsdamer SV          |        | Kerstin Kielgaß    | Wasserfreunde Spandau 04 |        |
| 1500 m Freistil     | Jörg Hoffmann      | 1. Potsdamer SV          |        |                    |                          |        |
| 100 m Brust         | Jens Kruppa        | SC DHfK Leipzig          |        | Ina Hüging         | SG Münster               |        |
| 200 m Brust         | Jens Kruppa        | SC DHfK Leipzig          |        | Anne Poleska       | SG Krefeld               |        |
| 100 m Rücken        | Ralf Braun         | SG Coubertin Berlin      |        | Sandra Völker      | SG Hamburg               |        |
| 200 m Rücken        | Ralf Braun         | SG Coubertin Berlin      |        | Antje Buschschulte | SC Magdeburg             |        |
| 100 m Schmetterling | Christian Keller   | SG Duisburg              |        | Katrin Meißner     | Wasserfreunde Spandau 04 |        |
| 200 m Schmetterling | Oliver Lampe       | SV Arpke                 |        | Katrin Jäke        | SC DHfK Leipzig          |        |
| 200 m Lagen         | Christian Keller   | SG Duisburg              |        | Cathleen Rund      | SC Berlin Neukölln       |        |
| 400 m Lagen         | Robert Seibt       | Wasserfreunde Spandau 04 |        | Sabine Herbst      | SSV Leutzsch             |        |